# Michel Tenenhaus
Michel Tenenhaus (né le 18 octobre 1944) est professeur au Département Systèmes d'Information et d'Aide à la Décision d'HEC Paris. Il a travaillé sur la régression PLS, l'analyse des données qualitatives ou encore l'analyse canonique généralisée.

## Ouvrages
- Statistique : Méthodes pour décrire, expliquer et prévoir, Dunod, 2007.
- La régression PLS, Technip, 1998.
- Métodos estatisticos em gestâo, traduction portugaise de : Méthodes statistiques en gestion, Rés, 1997.
- Méthodes statistiques en gestion, Dunod Entreprise, 1994.